# Odontocline
Odontocline là một chi thực vật có hoa trong họ Cúc (Asteraceae).

## Loài
Chi Odontocline gồm các loài: